# La Fille dragon
La Fille dragon (titre original : La ragazza drago) est une série de romans de fantasy de Licia Troisi. La série comprend L'Héritage de Thuban, L'Arbre d'Idhunn, Le Sablier d'Aldibah, Les Jumeaux de Kuma et L'Ultime Affrontement.
Elle raconte l'histoire d'une fille orpheline, Sofia, habitée par l'esprit de Thuban, un dragon. Avec ses compagnons, elle cherche à retrouver les fruits de l'arbre monde. L’univers des romans est empreint de mythologie nordique, reprenant et modifiant légèrement de nombreux noms associés à celle-ci comme Nidhogg ou Ratatosk.

## Résumé
Une jeune fille, prénommée Sofia, orpheline depuis son plus jeune âge, n'a rien d'ordinaire. Elle subit des moqueries à cause de son grain de beauté au milieu des deux yeux, qui est bizarrement vert. Et puis, un jour, lorsqu'elle était à l'orphelinat, un homme prénommé Mr Schlafen l'adopte. Il lui révèle pourquoi elle a un grain de beauté au milieu du front, et en plus pourquoi il est vert. Il lui explique que Sofia possède, en elle, un dragon. Il lui révèle tout autant la fameuse histoire de Dragonia, cité des dragons, gardiens de l'arbre monde et origine de toutes civilisations. Sofia va devoir rassembler les fruits de cet arbre, à l'aide de plusieurs « enfants dragons ».

## Ouvrages
1. L'Héritage de Thuban, Pocket Jeunesse, 2013 ((it) L'eredità di Thuban, 2008)
2. L'Arbre d'Idhunn, Pocket Jeunesse, 2013 ((it) L'albero di Idhunn, 2009)
3. Le Sablier d'Aldibah, Pocket Jeunesse, 2014 ((it) La clessidra di Aldibah, 2010)
4. Les Jumeaux de Kuma, Pocket Jeunesse, 2014 ((it) I gemelli di Kuma, 2011)
5. L'Ultime Affrontement, Pocket Jeunesse, 2015 ((it) L'ultima battaglia, 2012)

## Personnages principaux
Sofia
C'est l'héroïne de cette série, elle est une dormante, en elle vit l'esprit d'un puissant dragon, Thuban. Elle peut créer de la végétation et sa couleur est le vert.
Lidja
Comme Sofia, elle est habitée par l'esprit d'un dragon et partage ses aventures. Elle est habitée par l'esprit de Rastaban. Ses pouvoirs sont le télépathie et la télékinésie, sa couleur est le rouge.
Le professeur
Il adopte Sofia afin de pouvoir retrouver les fruits de l'arbre monde. Il est un gardien.
Nidhoggr
C'est le chef des vouivres et le principal ennemi des dragoniens, et par eux des dragons. Il est retenu dans une prison sous terre mais celle-ci s'affaiblit de jour en jour. Il a plusieurs serviteurs sur terre : Nida et Ratatoskr. Il est le frère de Thuban.
Nida
Vouivre née du sang de Nidhoggr, elle est l'incarnation de sa volonté, cependant, elle lui est soumise et le craint.
Ratatoskr
Comme Nida, il est l'extension de la volonté de Nidhoggr et lui obéit aveuglément.
Fabio
Fabio est un dormant, il a trahi mais est finalement revenu à la raison. Il est habité par l'esprit d'Eltanin. Il peut controler le feu et sa couleur est le rouge.
Chloé et Ewan
Dormants comme les autres dragoniers, ils sont les derniers de la série et ils hébergent tous deux l'esprit de Kuma. Ils peuvent contrôler la météo et leur couleur est le violet.
Karl
Karl est un dormant, il a été adopté très jeune par Effi. Il héberge l'esprit d'Aldibah et peut controler l'eau. Sa couleur est le bleu turquoise.
Effi
Effi comme le professeur et a la recherche des fruits et des dragoniens elle l'a adopter lorsqu'il été bébé et depuis ils sont a la recherche des fruits. Elle est une gardienne.